# John Sloss Hobart
John Sloss Hobart (Fairfield, 1738. május 6. – New York, 1805. február 4.) az Amerikai Egyesült Államok szenátora (New York, 1798).